# 德氏石斑魚
德氏石斑魚，為輻鰭魚綱鱸形目鱸亞目鮨科的其中一種，被IUCN列為極危保育類動物，分布於西大西洋區，從美國北卡羅萊納州至墨西哥灣北部海域，棲息深度25-183公尺，體長可達110公分，生活在岩石底質海域，為底棲性魚類，屬肉食性，可做為食用魚及遊釣魚。

## 擴展閱讀
維基物種上的相關：德氏石斑魚